# 白沙湾街道
白沙湾街道，是中华人民共和国四川省宜宾市翠屏区下辖的一个乡镇级行政单位。白沙湾街道办事处驻学堂路28号。
2019年8月23日，宜宾市人民政府批复同意将沙坪街道办事处管辖的构庄社区、白顺社区、龙顺社区、石岗社区、新路村、白利村、高丰村划归白沙湾街道办事处管辖。

## 行政区划
白沙湾街道下辖以下地区：
白塔社区、荷花池社区、马鞍石社区、光明社区、学堂社区、河湾社区、洗马池社区、白沙湖社区、龙顺社区、石岗社区、构庄社区、高丰社区、新路社区、白利社区。